# Tibitanus sexlineatus
Tibitanus sexlineatus är en spindelart som beskrevs av Simon 1907. Tibitanus sexlineatus ingår i släktet Tibitanus och familjen snabblöparspindlar. Inga underarter finns listade i Catalogue of Life.